# Патриот (хоккейный клуб)
«Патриот» — венгерский хоккейный клуб из города Будапешт, игравший в Молодёжной хоккейной лиге. Клуб существовал только один сезон 2012/2013. Домашние матчи проводила на арене «Егполот», вмещающий 2500 человек.

## История
Хоккейный клуб «Патриот» Будапешт был основан в 2010 году для выступления в Молодёжной хоккейной лиге и для популяризации хоккея с шайбой в Венгрии. В МХЛ дебют команды состоялся в сезоне 2012/13. В начале 2013 года у клуба возникли серьёзные проблемы с финансированием. Команда находилась под угрозой расформирования, однако сезон клубу доиграть удалось, заняв предпоследнее 16 место в Западной конференции. «Патриот» был допущен к сезону 2013/14. Тем не менее, из-за проблем с выплатой долгов игрокам и тренерам 26 сентября 2013 года было сообщено, что команда не будет выступать в МХЛ в сезоне 2013/14.